# Corps étranger (film, 2016)
Pour les articles homonymes, voir Corps étranger, Les Corps étrangers et Corps étranger (film).
Ne doit pas être confondu avec Corps étranger (film, 2011).
Pour plus de détails, voir Fiche technique et Distribution.
Corps étranger est un film franco-tunisien de Raja Amari, sorti en 2016. Il est produit par Dominique Besnehard.
Le film, sélectionné à Berlin, Toronto, Dubaï et Busan, est présenté le 29 avril et le 2 mai 2017 en avant-première nationale au Panorama des cinémas du Maghreb et du Moyen-Orient. Par ce long métrage, Raja Amari veut « mettre au centre de [son] film un clandestin placé, comme ses semblables, dans cette situation d'être contraint à une « implantation » territoriale (obtention de papiers, quête d’un travail, recherche d’amis, etc.), mais qui, parallèlement, choisirait en toute liberté d’aller à la découverte d’autres contrées jusque-là inconnues de lui, qui sont celles de la sensualité, des désirs et des pulsions sexuelles ».

## Synopsis
Juste après la révolution tunisienne, la jeune Samia arrive illégalement en France en franchissant la Méditerranée dans un bateau qui fait naufrage. Elle a dû en Tunisie dénoncer son frère islamiste et cherche ainsi à tourner définitivement la page. Elle est recueillie à Lyon par Imed, une connaissance de son village et ami de son frère. Samia est engagée comme femme de ménage chez une riche veuve encore belle, Leïla, immigrée d'une autre époque. Un jeu trouble de séduction dans la rivalité à trois va alors se mettre en place crescendo.

## Fiche technique
Sauf indication contraire, les informations mentionnées dans cette section peuvent être confirmées par la base de données cinématographiques IMDb,  présente dans la section « Liens externes ».
- Titre original français : Corps étranger
- Titre anglais : Foreign Body
- Réalisation : Raja Amari
- Scénario : Raja Amari
- Photographie : Aurélien Devaux
- Montage : Guerric Catala
- Musique : Nicolas Becker
- Production : Dominique Besnehard, Dora Bouchoucha, Lina Chaabane-Menzli et Michel Feller
- Sociétés de production : Mon Voisin Productions et Nomadis Image
- Société de distribution : Happiness Distribution
- Pays de production :  France et  Tunisie
- Langues originales : français et arabe
- Genre : drame
- Durée : 92 minutes
- Dates de sortie :
  - Canada : 8 septembre 2016 (Festival international du film de Toronto)
  - France : 21 février 2018 (sortie nationale)

## Distribution
- Hiam Abbass : Leïla
- Sara Hanachi : Samia
- Salim Kechiouche : Imed
- Marc Brunet : Jacques
- Majd Mastoura : le jeune bénévole

## Tournage
Le tournage a eu lieu à Tunis (intérieurs des appartements de Leïla et d'Imed), Bizerte (images aquatiques) et Lyon (séquences urbaines).